# Кушерека (присілок)
Кушерека (рос. Кушерека) — присілок в Онезькому районі Архангельської області Російської Федерації.
Населення становить 10 осіб. Входить до складу муніципального утворення Малошуйське поселення.

## Історія
Від 2004 року входить до складу муніципального утворення Малошуйське поселення.

## Населення
| 2002 | 2010 | 2012 |
| ---- | ---- | ---- |
| 33   | ↘7   | ↗10  |